# Jeff Widener

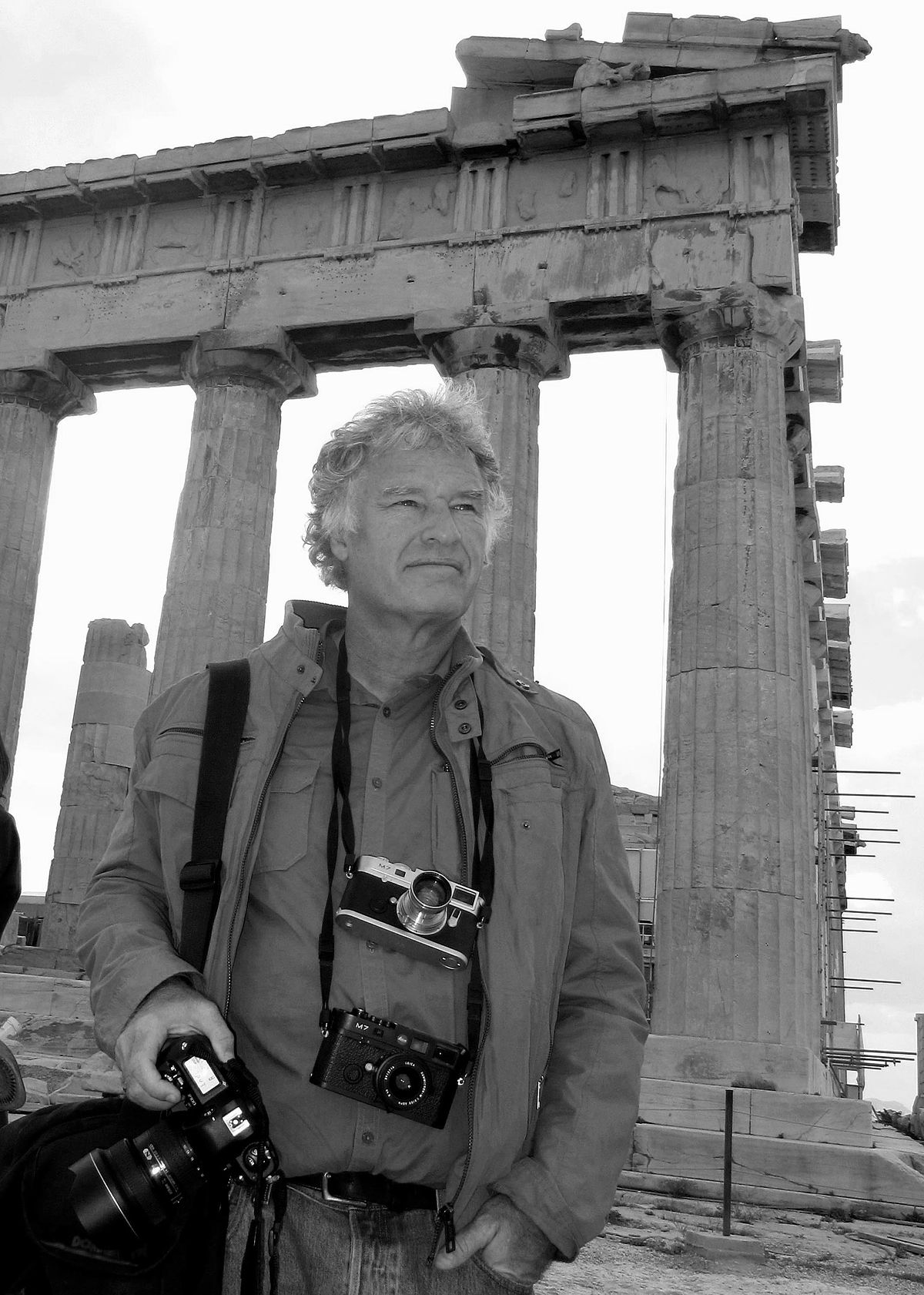
Jeff Widener, 2010

Jeff Widener (* 11. August 1956 in Long Beach) ist ein US-amerikanischer Fotograf, bekannt geworden durch seine Aufnahme des Tank Man, der sich 1989 während des Tian’anmen-Massakers vor eine Reihe von Panzern stellte. Er wurde in der Folge für den Pulitzer-Preis 1990 nominiert.

## Leben
Seine Jugend verbrachte Jeff Widener in Südkalifornien, wo er Fotojournalismus am Los Angeles Pierce College und Moorpark College studierte. Er erhielt 1974 das Kodak Scholastic National Photography Stipendium und setzte sich damit gegen 8000 Mitbewerber durch. Das Stipendium enthielt eine Studienreise durch Ostafrika.
Ab 1978 arbeitete Widener als Zeitungsfotograf in Kalifornien und später in Nevada and Indiana. Im Alter von 25 nahm er eine Stelle in Brüssel als angestellter Fotograf der United Press International. Sein erster Auslandseinsatz führte ihn zum Dezember-Aufstand in Polen.
Über die Jahre arbeitete er in über 100 Ländern, einschließlich Bürgerkriegsgebieten und Schwerpunkten sozialer Ungleichheiten. Er war der erste Fotojournalist, der digitale Aufnahmen vom Südpol erstellte.
Von der Associated Press wurde er 1987 als Bildredakteur für Südostasien eingestellt, wo er bedeutende Reportagen anfertigte in Gebieten wie dem persischen Golf, Osttimor, Afghanistan, Kambodscha, Burma, Syrien, Jordanien, Indien, Laos, Vietnam, Pakistan und vielen weiteren.
Widener ist verheiratet und lebt heute mit seiner Frau in Mexiko-Stadt.

## Stationen
- 2010-heute Freelancer mit Sitz in Hamburg
- 1997–2010 The Honolulu Advertiser – Angestellter Fotograf
- 1995–1997 United Press International Miami – Angestellter Fotograf
- 1987–1995 Associated Press – Bildredakteur für Südostasien, Bangkok, Thailand
- 1984–1986 The Miami News – Angestellter Fotograf
- 1981–1984 United Press International – Brüssel – Angestellter Fotograf
- 1980–1981 The Evansville Press – Angestellter Fotograf
- 1979–1980 The Las Vegas Sun – Angestellter Fotograf
- 1977–1979 The Whittier Daily News – Angestellter Fotograf

## Auszeichnungen
Neben der Nominierung für den Pulitzer-Preis 1990 hat Widener zahlreiche Auszeichnungen und Erwähnungen erhalten
- DART Award der Columbia University
- Harry Chapin Media Award
- Casey Medal for Meritorious Journalism
- Scoop Award in Frankreich
- Chia Sardina Award in Italien
- National Headliner Award (New York Press Club)
- Pictures Of The Year International
- Best of Photojournalism
- Atlanta Photojournalism
- Belgian Press Photographers Association
- The World Press Institute

## Vorträge und Interviews
Im Laufe der Jahre hat Jeff Widener Vorträge gehalten an der Ohio University, Utah State, University of Hawai‘i Distinctive Lecture Series, Honolulu Academy of Arts. Er wurde interviewed von
BBC International,
Columbia University,
CBS Sunday Morning Show,
The MSNBC Rachel Maddow Show,
The New York Times,
Wall Street Journal,
NPR Radio,
USA Today,
Canadian Broadcasting Corporation, Irish News Radio,
The London Daily Telegraph, Australian Broadcasting Corporation, EFE Spanish News Agency, The Los Angeles Times, About.Com, The Bangkok Post, Smithsonian Magazine,
Fotoflock,
The Huffington Post,
the British Journal of Photography,
Die Welt,
Der Spiegel,
Schwarzweiss, New York Times,
Time.